# Yunwi Tsunsdi
Yunwi Tsunsdi () yûñwï tsunsdi' ili "Mali ljudi", rasa su duhova koji žive u kamenim pećinama na planinama. (Mnogi ih ljudi brkaju s Nunnehima, ali oni su različiti narodi. Ponekad se opisuju kao korisni, ponekad kao nestašni.) Na engleskom se ponekad nazivaju "patuljci" ili "vile". Obično su nevidljivi, ali ponekad se otkrivaju kao minijaturni ljudi veličine djeteta. Yunwi Tsunsdi su dobronamjerna stvorenja koja često pomažu ljudima u pričama Cherokeeja, ali imaju magične moći i kažu da oštro kažnjavaju ljude koji ih ne poštuju ili su agresivni. Njihovo ime doslovno znači "mali ljudi". Neki ljudi koji nisu Cherokee nazivaju ih nadimkom "Yunwi" ili "Yumwi", ali to je pogreška...  sama riječ yvwi, kad je sama znači "osoba" na jeziku Cherokeeja.

## Cherokee opis
Yunwi Tsunsdi su maleni momci, jedva dosežu muškarcu do koljena, ali dobro oblikovani i zgodni, s dugom kosom koja pada gotovo do zemlje. Oni su veliki čudotvorci i jako vole glazbu, pola vremena provode bubnjajući i plešući. Uslužni su i dobrodušni, a često kada su se ljudi izgubili u planinama, posebno djeca koja su odlutala od svojih roditelja, Yunwi Tsunsdi su ih pronašli, zbrinuli se za njih i vratili u njihove domove. Ponekad se njihov bubanj čuje na usamljenim mjestima u planinama, ali nije ga sigurno slijediti, jer Mali ljudi ne vole da ih se uznemirava kod kuće, i bace čaroliju na stranca tako da se on zbuni i izgubi svoj način, pa čak i ako se konačno vrati u naselje, on je kao ošamućen zauvijek. Ponekad se, također, noću približe kući i ljudi iznutra ih čuju kako razgovaraju, ali ne smiju izaći, a ujutro nađu pokupljeno žito ili polje počišćeno kao da je čitava četa ljudi radila. . Ako bi tko izašao gledati, umro bi. Kad lovac nađe nešto u šumi, poput noža ili drangulije, mora reći: "Mali ljudi, želim ovo uzeti", jer može pripadati njima, a ako ih ne pita za dopuštenje, bacat će kamenje na njega dok ide kući.
Ostačli nazivi: Yvwi Tsusdi', Yvwi Tsusdi'ga, Yuwi Tsunsdi'ga, Yvwi Jusdi, Tsvdigewi, Yumwi, Yunwí tsunsdí, Tsundige'wi, Yunwee chuns dee. U jednini Yvwi Usdi.